# Monocystis aphroditae
Monocystis aphroditae is een soort in de taxonomische indeling van de Myzozoa, een stam van microscopische parasitaire dieren. Het organisme komt uit het geslacht Monocystis en behoort tot de familie Monocystidae. Monocystis aphroditae werd in 1863 ontdekt door Lankester.